# Спасоклинье
Спасоклинье — деревня в Спировском районе Тверской области России, относится к Козловскому сельскому поселению.

## География
Расположена близ берега озера Спасоклинского в 12 км на юг от центра поселения села Козлово и в 40 км на северо-восток от районного центра Спирово.

## История
В 1784 году в селе Спасоклинье (Ерзовка, Могилки), расположенном в 4 км от деревни, была построена деревянная Преображенская церковь с 2 престолами, метрические книги с 1780 года.
В конце XIX — начале XX века деревня входила в состав Никулинской волости Вышневолоцкого уезда Тверской губернии.
С 1929 года деревня входила в состав Никулинского сельсовета Спировского района Тверского округа Московской области, с 1935 года — в составе Калининской области, в 1937 — 1956 годах — в составе Козловского района, с 1994 года — в составе Никулинского сельского округа, с 2005 года — в составе Козловского сельского поселения.

## Население
| 1859 | 2002 | 2010 |
| ---- | ---- | ---- |
| 170  | ↘15  | ↘8   |